# 10号弗吉尼亚州州道
維吉尼亞州10号公路在里士滿和薩福克之間，長90英哩。
10号公路與維吉尼亞州31号公路和詹姆斯鎮輪渡連接。一直通往:
1.維吉尼亞歷史三角
2.殖民地大路
3.約克鎮
4.殖民地威廉斯堡
5.詹姆斯鎮節日公園
註:殖民地大路和詹姆斯鎮輪渡都是免費的

## 被吞噬的種植園
大多數在詹姆斯河附近的種植園斬被南部的維吉尼亞州10号公路‘吞噬’,成為了歷史。
這些都是在南邊的種植園，從東向西, 有:
1. 史密斯堡種植園 (Smith's Fort Plantation)
2. 培根堡 (Bacon's Castle)
3. 奇波克斯種植園(現在奇波克斯農場州立公園 (Chippokes Plantation, Chippokes Plantation State Park)
4. 克萊爾門莊園 (Claremont Manor Plantation)
5. 布蘭登種植園 (上游) (Upper Brandon Plantation)
6. 布蘭登種植園 (下游) (Lower Brandon Plantation)
7. 福樓多種植園 (Flowerdew Hundred Plantation)
8. 阿波麥托克斯莊園 (Appomattox Manor)